# Accous
Accous település Franciaországban, Pyrénées-Atlantiques megyében. Lakosainak száma 465 fő (2022. január 1.). Accous Ansó, Borce, Cette-Eygun, Laruns, Aydius, Bedous, Lées-Athas és Lescun községekkel határos.

## Népesség
A település népességének változása:
| Lakosok száma | 450  | 464  | 476  | 461  | 460  | 458  | 459  | 457  | 465  |
|               | 2013 | 2015 | 2016 | 2017 | 2018 | 2019 | 2020 | 2021 | 2022 |